# Wahlkreis Paisley and Renfrewshire North
| Paisley and Renfrewshire North |
| ------------------------------ |
| Paisley and Renfrewshire North |
| Gebildet                       |
| 2005                           |
| Abgeordneter                   |
| Gavin Newlands (SNP)           |
| Regionen                       |
| Renfrewshire                   |

Paisley and Renfrewshire North ist ein Wahlkreis für das Britische Unterhaus. Er wurde im Zuge der Wahlkreisreform 2005 aus den Wahlkreisen Paisley North und West Renfrewshire neu gebildet. Paisley and Renfrewshire North umfasst den nördlichen Teil der Council Area Renfrewshire inklusive eines Teils der Stadt Paisley. Der Wahlkreis entsendet einen Abgeordneten.

## Wahlergebnisse

### Unterhauswahlen 2005
| Ergebnisse der Unterhauswahlen 2005 | Ergebnisse der Unterhauswahlen 2005 | Ergebnisse der Unterhauswahlen 2005 | Ergebnisse der Unterhauswahlen 2005 |
| Partei                              | Kandidat                            | Stimmen                             | %                                   |
| ----------------------------------- | ----------------------------------- | ----------------------------------- | ----------------------------------- |
| Labour                              | Jim Sheridan                        | 18.697                              | 45,7                                |
| SNP                                 | Bill Wilson                         | 7696                                | 18,8                                |
| Liberal Democrats                   | Lewis Hutton                        | 7464                                | 18,3                                |
| Conservative                        | Philip Lardner                      | 5566                                | 13,6                                |
| Socialist                           | Angela McGregor                     | 646                                 | 1,6                                 |
| Socialist Labour                    | Katharine McGavigan                 | 444                                 | 1,1                                 |
| UKIP                                | John Pearson                        | 372                                 | 0,9                                 |

### Unterhauswahlen 2010
| Ergebnisse der Unterhauswahlen 2010 | Ergebnisse der Unterhauswahlen 2010 | Ergebnisse der Unterhauswahlen 2010 | Ergebnisse der Unterhauswahlen 2010 | Ergebnisse der Unterhauswahlen 2010 |
| Partei                              | Kandidat                            | Stimmen                             | %                                   | ±                                   |
| ----------------------------------- | ----------------------------------- | ----------------------------------- | ----------------------------------- | ----------------------------------- |
| Labour                              | Jim Sheridan                        | 23.613                              | 54,0                                | +8,3                                |
| SNP                                 | Mags MacLaren                       | 8333                                | 19,1                                | +0,3                                |
| Conservative                        | Alistair Campbell                   | 6381                                | 14,6                                | +1,0                                |
| Liberal Democrats                   | Ruaraidh Dobson                     | 4597                                | 10,5                                | −7,8                                |
| Parteilos                           | Gary Pearson                        | 550                                 | 1,3                                 | +1,3                                |
| Socialist                           | Chris Rollo                         | 233                                 | 0,5                                 | −1,1                                |

### Unterhauswahlen 2015
| Ergebnisse der Unterhauswahlen 2015 | Ergebnisse der Unterhauswahlen 2015 | Ergebnisse der Unterhauswahlen 2015 | Ergebnisse der Unterhauswahlen 2015 | Ergebnisse der Unterhauswahlen 2015 |
| Partei                              | Kandidat                            | Stimmen                             | %                                   | ±                                   |
| ----------------------------------- | ----------------------------------- | ----------------------------------- | ----------------------------------- | ----------------------------------- |
| SNP                                 | Gavin Newlands                      | 25.601                              | 50,7                                | +31,6                               |
| Labour                              | Jim Sheridan                        | 16.525                              | 32,7                                | −21,3                               |
| Conservative                        | John Anderson                       | 6183                                | 12,3                                | −2,3                                |
| Liberal Democrats                   | James Speirs                        | 1055                                | 2,1                                 | −8,4                                |
| Green                               | Ryan Morrison                       | 703                                 | 1,4                                 | +1,4                                |
| Cannabis Is Safer Than Alcohol      | Andy Doyle                          | 202                                 | 0,4                                 | +0,4                                |
| TUSC                                | Jim Halfpenny                       | 193                                 | 0,4                                 | +0,4                                |

### Unterhauswahlen 2017
| Ergebnisse der Unterhauswahlen 2017 | Ergebnisse der Unterhauswahlen 2017 | Ergebnisse der Unterhauswahlen 2017 | Ergebnisse der Unterhauswahlen 2017 | Ergebnisse der Unterhauswahlen 2017 |
| Partei                              | Kandidat                            | Stimmen                             | %                                   | ±                                   |
| ----------------------------------- | ----------------------------------- | ----------------------------------- | ----------------------------------- | ----------------------------------- |
| SNP                                 | Gavin Newlands                      | 17.455                              | 37,4                                | −13,3                               |
| Labour                              | Alison Taylor                       | 14.842                              | 31,8                                | −0,9                                |
| Conservative                        | David Gardiner                      | 12.842                              | 27,5                                | +15,2                               |
| Liberal Democrats                   | John Boyd                           | 1476                                | 3,2                                 | +1,1                                |

### Unterhauswahlen 2019
| Ergebnisse der Unterhauswahlen 2019 | Ergebnisse der Unterhauswahlen 2019 | Ergebnisse der Unterhauswahlen 2019 | Ergebnisse der Unterhauswahlen 2019 | Ergebnisse der Unterhauswahlen 2019 |
| Partei                              | Kandidat                            | Stimmen                             | %                                   | ±                                   |
| ----------------------------------- | ----------------------------------- | ----------------------------------- | ----------------------------------- | ----------------------------------- |
| SNP                                 | Gavin Newlands                      | 23.353                              | 47,0                                | +9,6                                |
| Labour                              | Alison Taylor                       | 11.451                              | 23,0                                | −8,8                                |
| Conservative                        | Julie Pirone                        | 11.217                              | 22,6                                | −4,9                                |
| Liberal Democrats                   | Ross Stalker                        | 3661                                | 7,4                                 | +4,2                                |